# Morroa
Morroa est une municipalité colombienne située dans le département de Sucre.